# Didot (tipografía)
Didot es un grupo de fuentes tipográficas, cuyo nombre proviene de la famosa familia de impresores y tipos franceses Didot. En la clasificación tipográfica moderna, la fuente Didot se categoriza como «Romanas modernas» o «Didonas».
Los tipos de letra Didot más famosos se desarrollaron en el período 1784-1811. Firmin Didot (1764–1836) fabricó varios tipos de letras y los moldeó en París. Su hermano, Pierre Didot (1760–1853) usó los tipos en la imprenta. Su edición de La Henriada de Voltaire en 1818 se considera su obra maestra. El tipo de letra se inspira en la experimentación de John Baskerville con un mayor contraste de trazos y una armadura más condensada. El desarrollo de la familia Didot de un tipo de letra de alto contraste con mayor énfasis es contemporáneo a otros tipos similares, particularmente la Bodoni desarrollada por Giambattista Bodoni en Italia.
La letra Didot se define como neoclásica y evocadora del Siglo de las Luces. Asimismo, la familia Didot fue pionera en instalar una imprenta en la Grecia recién independizada, y los tipos de letra al estilo de Didot han seguido siendo populares en Grecia desde entonces.

## Renacimientos y digitalizaciones
Se han realizado numerosas reediciones o revivals de las tipografías de Didot, primeramente para la composición tipográfica de metal caliente, y más tarde para fototipos y versiones digitales.
El uso digital de las tipografías didonas plantea un gran reto, ya que, si bien pueden verse elegantes, se da un efecto óptico llamado «deslumbramiento» (dazzle), por el cual las verticales gruesas atraen más la atención del ojo y hacen que el lector necesite esforzarse más por leer los trazos delgados, dificultando identificar cada letra por separado. Por esta razón, se ha descrito que el uso del tamaño óptico correcto de la fuente digital es particularmente esencial en los diseños didones. Las fuentes que se utilizarán en tamaños de texto serán diseños más resistentes con trazos y serifas más gruesos y 'delgados' (menos contraste de trazos) y más espacio entre letras que en los diseños display (titulares), para aumentar la legibilidad. Los tamaños ópticos eran un requisito natural de la tecnología de impresión en el momento de la primera creación de los tipos de letra Didone en tipo de metal, ya que cada tamaño de tipo de metal se cortaba a medida, pero decayó a medida que el pantógrafo, la fotocomposición y las fuentes digitales imprimían la misma fuente en cualquier tamaño más simple; se ha producido un renacimiento en los últimos años.
Entre las adaptaciones contemporáneas más exitosas están las dibujadas por Adrian Frutiger para Linotype y por Jonathan Hoefler para H&FJ. El diseño de Hoefler anticipa la degradación de la línea del cabello (hairline) en los tamaños de punta más pequeños al emplear trazos más pesados en los tamaños de punta más pequeños. Por su parte, la reedición de Frutiger, que se incluye en macOS, fue diseñada específicamente para uso display y no para texto de cuerpo, y agrega además un peso aún más delgado.
En 2007, el historiador ruso Alexey Kryukov lanzó Theano Didot, una versión didona para los alfabetos cirílico y griego, basados en código libre y abierto.
- Muestras antiguas de Didot (siglo XIX)

Muestras antiguas de Didot (siglo)
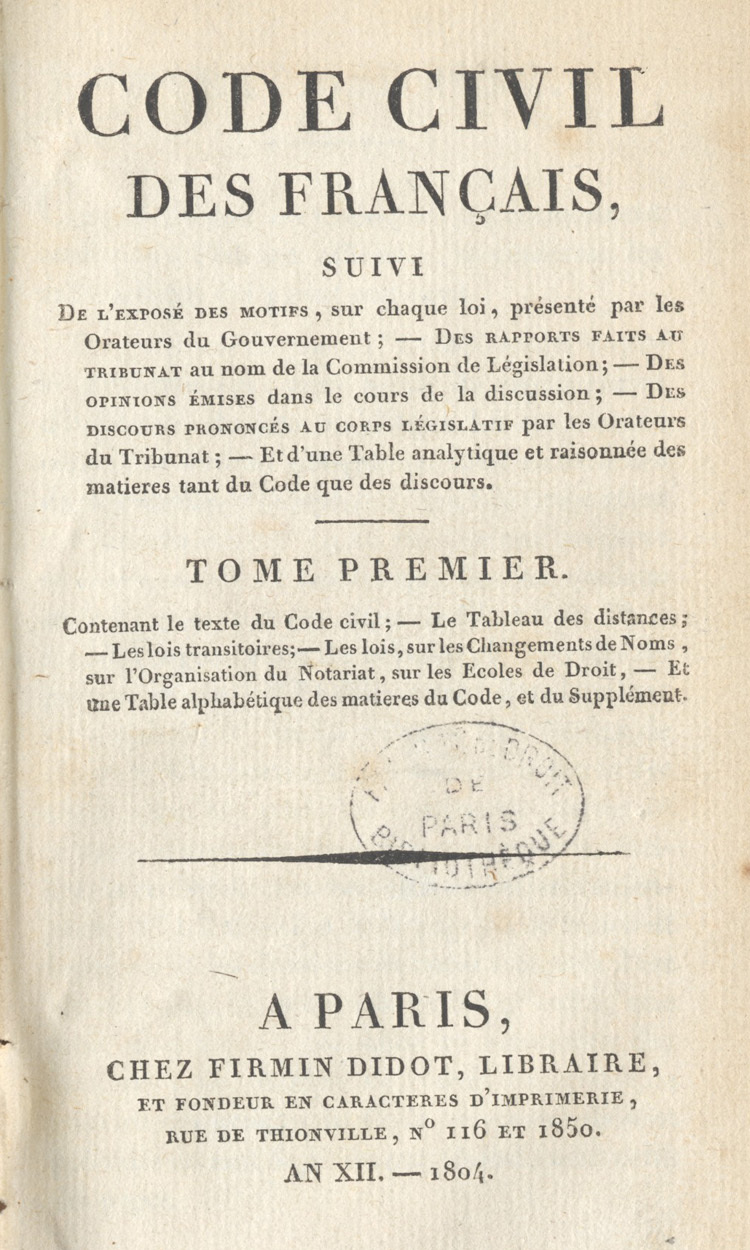
Tipografía Didot en el Code civil des Français, impreso por Firmin Didot en 1804.
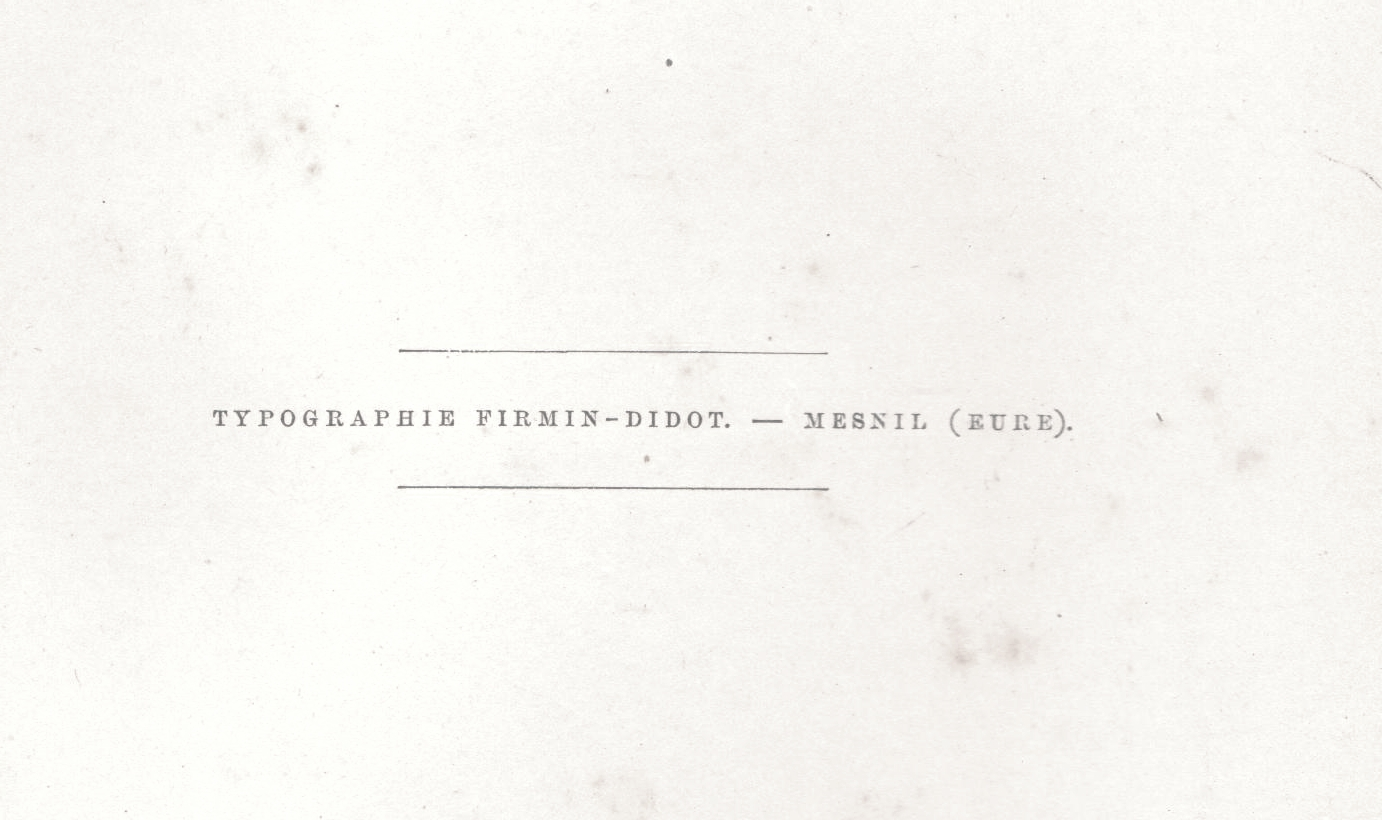
Didot en Histoire d'un trop bon chien de Gaspard de Cherville, 1867. En la última "N" la línea fina de la vertical ha desaparecido por completo debido al tamaño minúsculo.
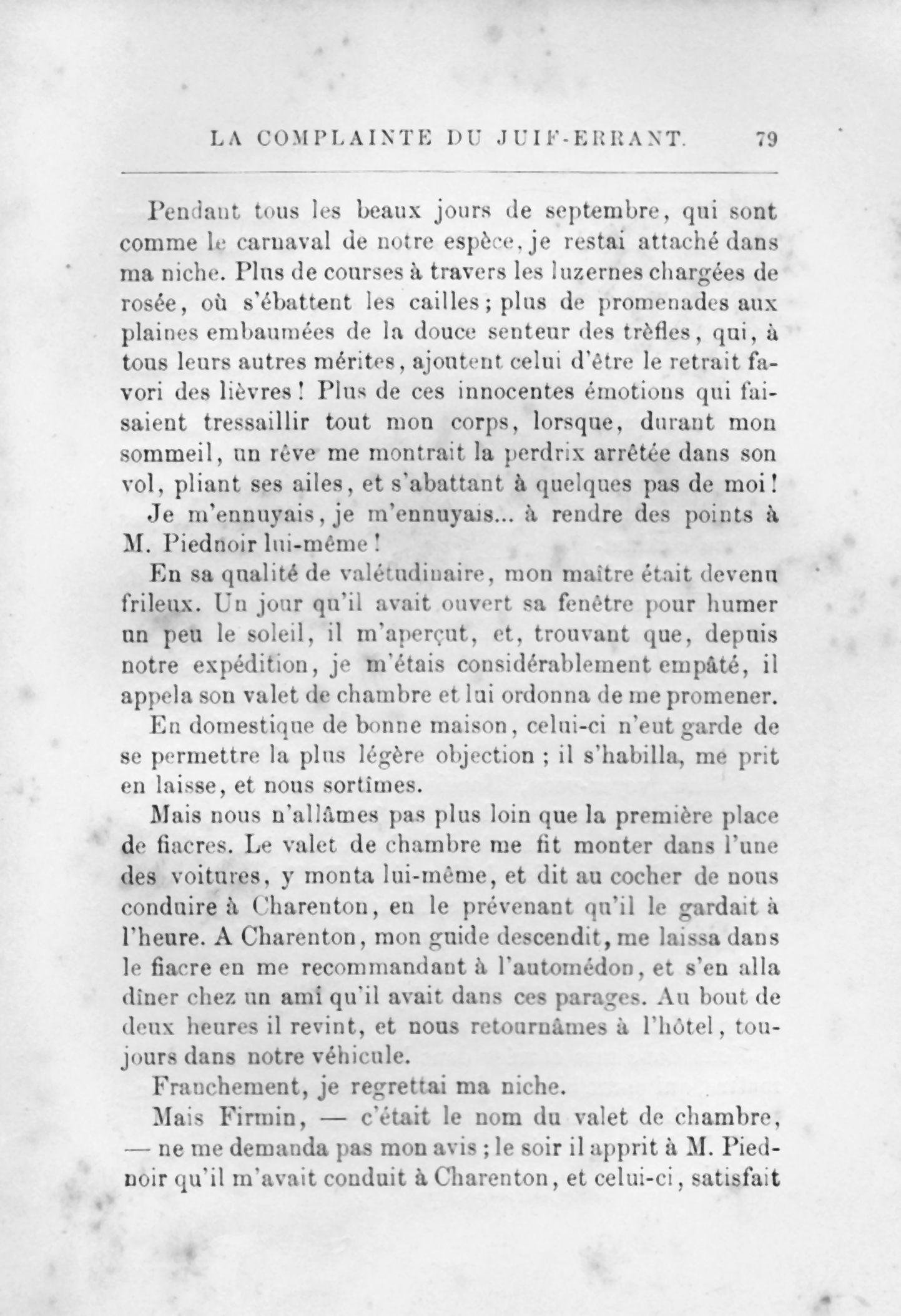
Un ejemplo de cuerpo de texto al estilo de Firmin-Didot del mismo libro.

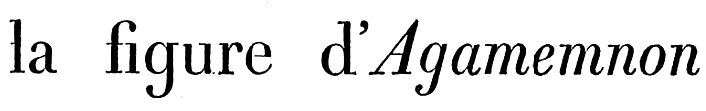
La Didot para cuerpo de texto tenía naturalmente menos contraste entre las verticales y horizontales. Por eso cuando se digitalizó, se usó solo para títulos.

## Uso actual
Para su imagen corporativa, la revista Style Network usó un peso negrita de Didot, además de la fuente News Gothic. El diseñador Alexey Brodovitch aplicó tipografías didonas para sus publicaciones Cahiers d'Art y Harper's Bazaar. Vogue ha estado usando Didot como tipo de letra de su logotipo desde 1955.
La fuente CBS Didot, derivada de Didot, fue encargada y utilizada por la cadena de TV estadounidense CBS durante muchos años junto con su famoso logotipo del ojo. Si bien el uso de Didot con su logotipo por parte de la red no es tan frecuente como antes, sigue siendo una vista común, que se usa principalmente para la imagen de CBS News, el logotipo de CBS Corporation y el logotipo de The Late Show con Stephen Colbert. También se utiliza como logotipo para los créditos de la comedia Mom, retransmitida por CBS
Otro uso digno de mención de Didot está en el nuevo logotipo de Zara que causó bastante revuelo por su interletraje «incómodamente cerrado». Didot es un tipo de letra comúnmente utilizado por el diseñador de logotipos Baron & Baron.